# Muriqui (Fußballspieler)
Luiz Guilherme da Conceição Silva, genannt Muriqui (* 16. Juni 1986 in Mangaratiba), ist ein brasilianischer Fußballspieler.

## Karriere
2004 begann Muriqui seine Profikarriere beim Madureira EC und blieb dort bis 2008. Wegen seines großen Talents wurde er mehrmals an verschiedene hochklassige brasilianische Klubs (CR Vasco da Gama, Paysandu SC, Iraty SC und Avaí FC) ausgeliehen.
2008 unterschrieb er bei Desportivo Brasil, wo er auch mehrmals verliehen wurde. Darunter war auch eine erneute Leihe zum Avaí FC am 14. April 2009 und zum Atlético Mineiro am 13. Januar 2010. Bereits Ende 2009 gab er bekannt, dass er den Klub am Ende der Saison verlassen will.
Am 30. Juni 2010 unterschrieb er einen Vier-Jahres-Vertrag beim chinesischen Zweitligisten Guangzhou Evergrande mit einer Rekordablösesumme des Vereins von 3,5 Millionen Euro. Er feierte sein Debüt am 21. Juli gegen Nanjing Yoyo FC und schoss dort vier Tore. In der Saison 2010 erzielte er insgesamt 13 Tore in 14 Spielen, erreichte mit seinem Team den ersten Platz der China League One und stieg somit in die erstklassige Chinese Super League auf.
Am 17. April 2011 schoss er seine ersten beiden Erstliga-Tore im Spiel gegen Beijing Guoan, welches mit 2:2 unentschieden endete. Am 4. Mai gelang ihm als erstem Spieler im chinesischen Pokal ein Hattrick im Spiel gegen Guizhou Zhicheng. Am 12. August 2011 wurde er aufgrund einer Auseinandersetzung mit dem Gegenspieler Zhao Junzhe von Liaoning Hongyun zu einer Fünf-Spiele-Sperre und einer Geldstrafe in Höhe von 25.000 ¥ verurteilt. Dennoch schoss er in der Saison 2011 16 Tore in 26 Spielen und wurde Torschützenkönig der Saison. Gleichzeitig gewann Guangzhou erstmals in der Vereinsgeschichte die chinesische Meisterschaft; Muriqui erhielt im Dezember 2011 die Auszeichnung zum Fußballer des Jahres der Chinese Super League.
Zu Beginn der Saison 2012 gewann er mit seinem Klub auch den chinesischen Super-Cup durch einen 2:1-Sieg gegen den chinesischen Pokalsieger Tianjin Teda. Am 7. März erzielte er beim 5:1-Sieg in der Gruppenphase der AFC Champions League gegen den südkoreanischen Meister Jeonbuk Hyundai Motors sein erstes Tor auf internationaler Ebene. Zum Abschluss der Saison 2012 konnte er mit Evergrande den chinesischen Meistertitel verteidigen. Bei Guangzhou blieb Muriqui bis Juli 2014, dann wechselte er nach Katar zu Al-Sadd. Im März 2016 ging er dann nach Japan zum FC Tokyo. Im Januar 2017 kehrte Muriqui in seine Heimat zurück, wo er zum zweiten Mal beim CR Vasco da Gama unterzeichnete. Kurz nach Beginn der Série A 2017 kündigte er seinen Vertrag, um zu Guangzhou Evergrande zurückkehren zu können.
Zur Saison 2019 wechselte Muriqui zum Lokalrivalen Meizhou Meixian Techand. Hier blieb er für drei Spielzeiten. Nach Ende seines Kontraktes kehrte nach Brasilien zurück, wo er zum dritten Mal beim Avaí FC einen Vertrag erhielt.

## Erfolge
Atlético Mineiro
- Staatsmeisterschaft von Minas Gerais: 2010

Guangzhou Evergrande
- Chinesischer Meister: 2011, 2012, 2013, 2014, 2017
- Chinesischer Pokalsieger: 2012
- AFC-Champions-League-Sieger: 2013

## Auszeichnungen
- Chinese Super League: Torschützenkönig: 2011 (16 Tore)
- Chinesischer Fußballer des Jahres: 2011
- chinesischer Pokal: Torschützenkönig: 2011
- AFC Champions League: Torschützenkönig: 2013 (13 Tore)
- AFC Champions League: Most Valuable Player: 2013
- AFC Foreign Player of the Year: 2013
- Chinese Super League: Team of the Year: 2013